# Dewnja

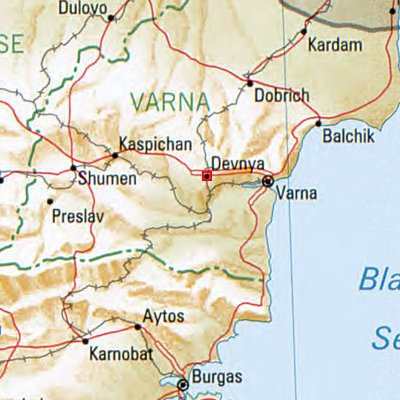
Dewnja – Bulgarien – Nachbarorte: Warna, Baltschik, Dobritsch, Kardam, Kaspitschan, Schumen, Preslaw, Karnobat, Ajtos, Burgas

Dewnja [ˈdɛvnjɐ] (auch Devnya geschrieben, bulgarisch Девня, in der griechischen Antike: Marcianopolis) ist eine Stadt im Nordosten Bulgariens, 25 km westlich von Warna. In der Nähe liegt die Stadt Prowadija – 17 km westlich von Dewnja. In der Oblast Warna ist Dewnja die drittgrößte Stadt nach Warna und Prowadija.

## Geographie
Die Stadt liegt am Nordostende des Dewnja-Tales, entlang der südlichen Ausläufers des Dobrudscha-Plateaus, am Westufer des Beloslawer Sees (der mit dem Warnasee und dem schwarzen Meer künstlich verbunden ist), in den die beiden Flüsse Dewnja und Prowadija fließen. Das Schwarze Meer ist 25 km entfernt.
Die Gegend ist verkarstet. Es gibt 25 Quellen, aus denen insgesamt 3500 Liter Wasser in der Sekunde fließen, das für die Trinkwasserversorgung von Dewnja und Warna genutzt wird, sowie für die örtliche Industrie.
Eine der größten Quellen, aus der ein großes Becken gespeist wird, ist für Besucher offen. Im Gebiet der Flussmündungen in den See gibt es ausgedehnte Feuchtgebiete, die einst fischreich waren, heute jedoch durch Industrieabfälle verschmutzt sind.

## Geschichte

### Antike
Hauptartikel: Marcianopolis
In der Antike hieß die Stadt Marcianopolis (griech. Μαρκιανούπολις; bulg. Марцианопол) und war Hauptstadt der römischen Provinz Moesia inferior (Niedermösien).

### Mittelalter, Osmanisches Reich, Bulgarisches Königreich
Die Slawen besiedelten den Balkan im 7. Jahrhundert n. Chr. Seit dieser Zeit ist der Name Marcianopolis aus den historischen Quellen verschwunden. Er wird lediglich noch in kirchlichen Schriften verwendet (siehe – Titularbistum).
Die slawische Siedlung auf dem Gebiet der antiken Stadt Marcianopolis trug den Namen Dewina, vom indogermanischen *dhew-(i)na oder *dhew-eina („Frühjahr, Quelle, Fluss, Strom“) in die thrakische Sprache übernommen. Aber auch verwandt mit dem slawischen dewa (Jungfrau). Während des Mittelalters gab es an dieser Stelle eine kleine bulgarische Festung, die möglicherweise im 9. Jahrhundert unter Omurtag gebaut wurde und im 10. oder 11. Jahrhundert nach Norden erweitert wurde.
Ein großes Massengrab der Bulgaren aus dem 9. Jahrhundert wurde ausgegraben. Am 17. Juli 1279 fand hier die Schlacht um Dewnja statt, die zwischen Zar Iwajlo und der byzantinischen Armee ausgetragen wurde. Die byzantinischen Truppen waren ausgeschickt worden war, um Iwajlos Rivalen Iwan Assen III. zu unterstützen, der ebenfalls um die Anwartschaft auf die Krone kämpfte.
Mit der Eroberung Bulgariens durch Johannes Tzimiskes 971 wurde Stadt wieder byzantinisch und blieb es bis zur erneuten Unabhängigkeit Bulgariens 1187.
Nach der Eroberung des Balkans durch das Osmanische Reich wurde die Festung zerstört und aufgegeben. Die Siedlung wurde etwas weiter nach Westen verlegt. In einem Steuerregister (Defter) von 1573 wird das Dorf Dewne erwähnt. Auch andere Formen des Namens sind von bulgarischen und ausländischen Reisenden aus dem 16. und 17. Jahrhundert belegt, wobei mit dem Namen auch manchmal der Fluss bezeichnet wurde.
Erst 1829 während des Russisch-Türkischen Krieges (1828–1829) wurden die Ruinen von dem russischen Archäologen Iwan Pawlowitsch Blaramberg (russ. Иван Павлович Бларамберг; 1772–1831) als die bekannte antike Stadt Marcianopolis wiederentdeckt.
Nach der Befreiung Bulgariens von der osmanischen Herrschaft (Russisch-Türkischer Krieg von 1877–1878) wurde das Dorf bis 1934 Dewne genannt. Danach wurde es mit dem heutigen Namen Dewnja benannt. Der Unterlauf des gleichnamigen Flusses Dewnja war seit der osmanischen Zeit ein Industriezentrum mit vielen Wassermühlen, die das Korn aus der benachbarten Süddobrudscha, der „Kornkammer“ Bulgariens, droschen, in der es keine größeren Flüsse gab.

### Jüngere Geschichte
Bis in die 1950er Jahre bestand Dewnja aus drei Dörfern – Dewnja (Девня),  Reka Dewnja (Река Девня; dt.: Fluss Dewnja) und  Markowo (Марково). Dann begann der Bau von Chemiefabriken und am 27. August 1969 wurde Dewnja zur Stadt erklärt. Die Stadtbezirke hießen
- Nanko Nedew (das ehemalige Dorf Dewnja) – heute Stadtbezirk Dewnja 1
- Isworite (dt. Quellen; das ehemalige Dorf Reka Dewnja)
- Poweljanowo (das ehemalige Dorf Markowo)
- Chimik (dt. Chemiker; Plattenbau-Wohnviertel für Chemiearbeiter) – heute fast unbewohnt und verfallen

Die Stadt ist Namensgeber für das Devnya Valley, ein Tal auf der Livingston-Insel in der Antarktis.

## Wirtschaft

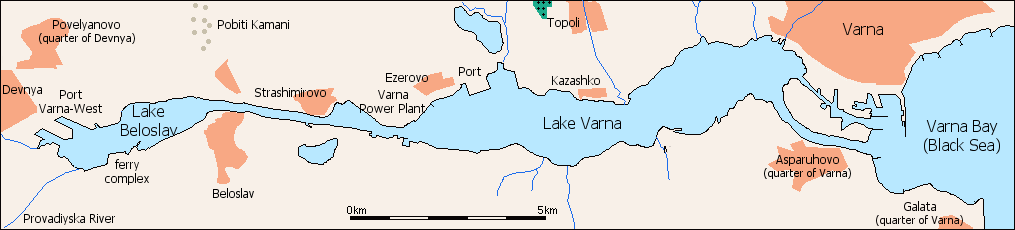
Karte des Industriekomplex Warna-Dewnja. Vom Schwarzen Meer kommend haben Seeschiffe über den Warna-See und den Beloslaw-See eine Verbindung bis zum sog. Hafen Warna-West in Dewnja

Dewnja war Teil des Industriekomplexes Warna-Dewnja. Einige Betriebe wurden in der kommunistischen Zeit der Schwerindustrie in der Nähe angesiedelt. Die Stadt ist ein Zentrum der chemischen Industrie und deshalb von landesweiter Bedeutung.
Die vier größten Betriebe in der Stadt sind:
- Agropolichim AG (Агрополихим АД) – Produktion von Salpetersäure, Ammoniak, Mono- und Di-Calciumphosphat, Natriumtripolyphosphat, Ammoniumnitrat, Superphosphat; 40 % der produzierten Düngemittel werden in europäische Länder exportiert; deckt 50 % des Bedarfes auf dem bulgarischen Düngemittelmarkt; Teil der Acid & Fertilizers Group
- Dewnja Zement AG (Девня-Цимент АД) – Teil der HeidelbergCement Group
- Zuckerfabrik (Захарен завод; Zacharen zavod) – zeitweise Produktion von raffiniertem Zucker
- Polimeri AG (Полимери АД) – früher: Produktion von Dichlorethan, Natriumhydroxid
- Solvay Sodi AG (Солвей-Соди АД) – Produktion von „leichtem“ und „schwerem“ Soda bzw. Natron; die größte Sodafabrik Europas; die Privatisierung (ehemals: Sodi Devnya EAD) war das zweitgrößte Privatisierungsgeschäft in Bulgarien nach dem Ende der sozialistischen Ära 1989;
- Wärmekraftwerk Dewnja

Dewnja ist mit zwei Bahnstationen auch ein wichtiger Verkehrsknotenpunkt für den Hafen Warna-West.

## Gemeindegliederung
Die Gemeinde Dewnja umfasst auch die beiden Dörfer Kipra und Padina.

## Sehenswürdigkeiten
In der Nähe der Stadt (östlich) liegt die Gegend Pobiti Kameni (Побити камъни; dt. zerschlagene Steine), einem geologischen Phänomen, bei dem auf einer Fläche von 70 km² zahlreiche Steinsäulen stehen, die 5 bis 7 m hoch sind und einen Durchmesser von 0,3 bis 3 m haben.
Eine weitere Sehenswürdigkeit sind die Reste der antiken Stadt Marcianopolis, einschließlich eines Amphitheaters und dem angeschlossenen Mosaik-Museum (siehe: Marcianopolis#Mosaikenmuseum).